# Stephos longipes
Stephos longipes är en kräftdjursart som först beskrevs av Giesbrecht 1902.  Stephos longipes ingår i släktet Stephos och familjen Stephidae. Inga underarter finns listade i Catalogue of Life.